# Seán Potts
Seán Potts (* 5. Oktober 1930 in Dublin; † 11. Februar 2014 ebenda) war ein irischer Musiker.
Seán Potts wurde in einer Musikerfamilie groß: sein Onkel war der berühmte Geiger Tommy Potts. Die Versuche der Familie, ihn für die Geige oder die Uillean Pipes zu begeistern, schlugen fehl: Er bevorzugte die Tin Whistle. Mitte der 1950er Jahre lernte er Paddy Moloney und Michael Tubridy kennen, mit denen er viel zusammenarbeitete. Ende der Fünfziger spielte er in einer Band mit Paddy Moloney, Banjospieler Barney McKenna (später bei den Dubliners), der Sängerin Larry Tracey und dem früh verstorbenen Flötisten und Stepptänzer Paidí Bán Ó Broin, der auf die gälische Sprache großen Wert legte. Paddy Moloney betrachtet diese Formation als erste Inkarnation der Irish-Folk-Band The Chieftains.
1959 gelangten Potts und Moloney in Seán Ó Riadas Band Ceoltóirí Chuallan, in der Potts hauptsächlich Tin Whistle spielte, aber auch Flöte und Perkussion. Später wurde er Gründungsmitglied der Chieftains. Hier ist er auf den Alben The Chieftains 1 bis The Chieftains 8 zu hören. 1968 stieg er zusammen mit Martin Fay kurzfristig aus, um im Gael Linn Cabaret zu arbeiten, war aber rechtzeitig zum Album Nr. 2 wieder dabei.
Im Jahr 1973 veröffentlichte er zusammen mit Paddy Moloney das Album Tin Whistles, auf der nur zwei Tin Whistles (mit Bodhran-Begleitung durch Peadar Mercier) zu hören sind.
Nach dem Album The Chieftains 8 verließ er im Jahr 1979 zusammen mit Tubridy die Band, insbesondere wegen seiner Flugangst. In den Folgejahren arbeitete er für das Radio und schrieb und spielte u. a. Stücke für Radio Telefís Éireann.
1988 gründete er für ein Album und eine Tour die Band Bakerswell, in der auch sein Sohn Seán óg Potts die Uillean Pipes spielte. Weitere Mitglieder waren die Geiger Kevin Glackin, John Kelley jr., John McEvoy, der Flötenspieler Mick Hand und die Harfenspielerin Noirin Ó’Donoghue.
Anlässlich des Todes von Derek Bell 2002 spielte er noch einmal mit seinen alten Kollegen von den Chieftains in der Originalbesetzung. Im Jahre 2010 veröffentlichte er im Alter von fast 80 Jahren sein erstes Soloalbum (Number 6). Er verstarb am 11. Februar 2014 im Alter von 83 Jahren.

## Diskografie
- Ceoltóirí Chuallan (siehe unter The Chieftains)
- The Chieftains 1 bis The Chieftains 8 (siehe unter The Chieftains)
- Seán Potts & Paddy Moloney: Tin Whistles (1973)
- Bakerswell: Bakerswell (1988)
- Seán Potts: Number 6 (2010)